# Neu Kosenow
Neu Kosenow ist eine Gemeinde in der Nähe von Anklam. Die Gemeinde wird seit dem 1. Januar 2005 vom Amt Anklam-Land mit Sitz in der Gemeinde Spantekow verwaltet. Bis zum 31. Dezember 2004 gehörte die Gemeinde zum Amt Ducherow.

## Geografie und Verkehr
Neu Kosenow liegt an der B 109. Anklam liegt circa acht Kilometer nordwestlich und Ueckermünde circa 18 Kilometer östlich der Gemeinde. Die Bahnlinie Berlin-Stralsund durchquert das Gemeindegebiet.

## Ortsteile
| - Auerose - Dargibell - Kagendorf - Neu Kosenow | Wüstungen und Wohnplätze in der Gemeinde - Alt Kosenow (Wohnplatz) - Agneshof (Wohnplatz) - Borgwald (Wüstung) | - Dammühle (Wohnplatz) - Eichenfelde (Wüstung) - Kosenow Ausbau (Wohnplatz) - Kosenow-Vorwerk (Wohnplatz) |

## Geschichte

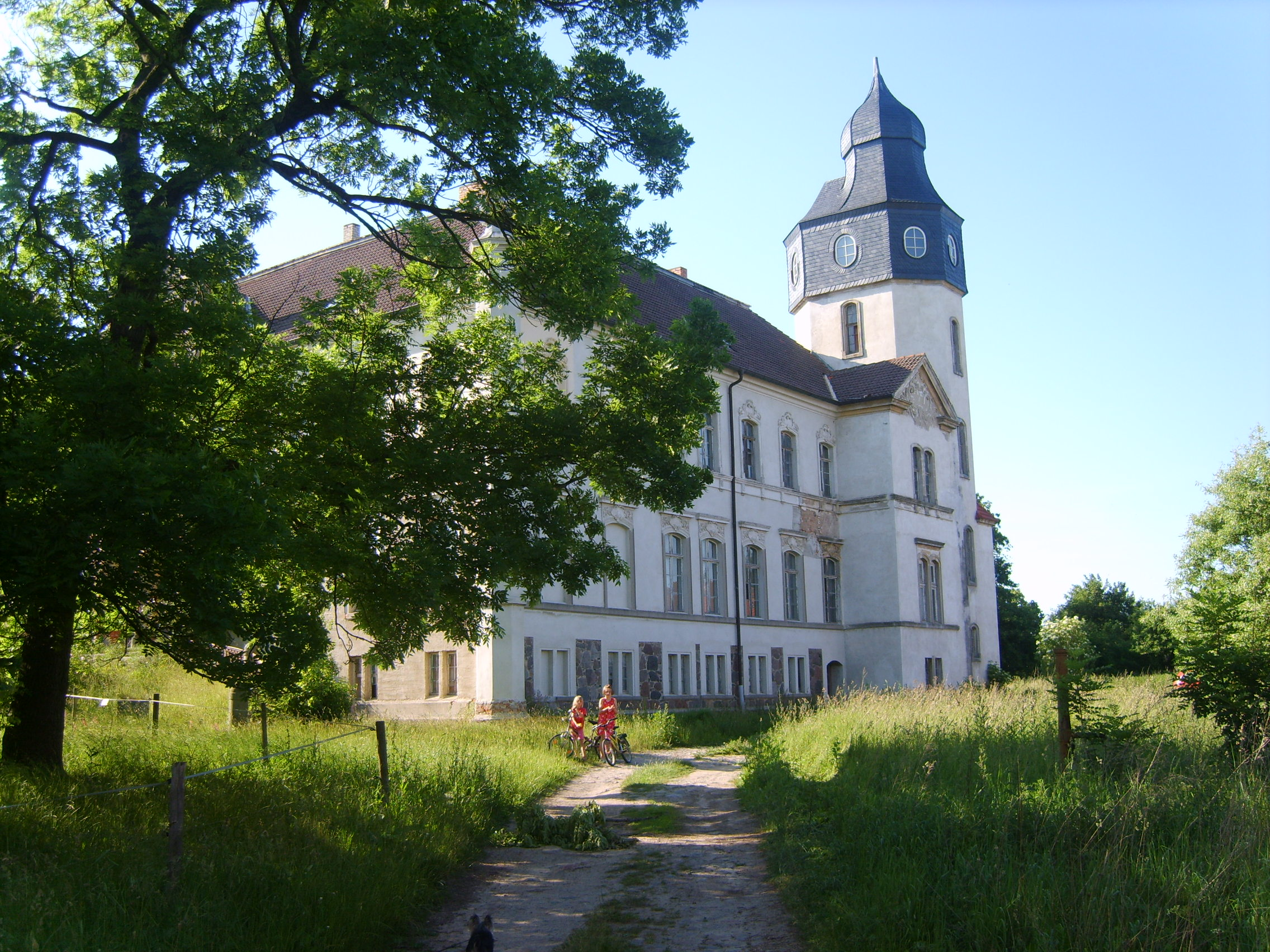
Schloss Auerose Ostseite

### Auerose
Der Ort wurde 1468 erstmals als „Owerose“ urkundlich genannt.
Das Gut Auerose mit 619 ha gehörte vor 1945 Wolf von Borcken-Auerose. Dessen Familie hatte das Gut bereits längere Zeit. Das Schloss wurde von Wilhelm von Borcken als Neubau auf alten Mauern im 19. Jahrhundert errichtet. Die neobarocke Form erhielt es vor allem bei einer Modernisierung 1902.
Die Familie selbst war erst am 17. Februar 1847 durch den König von Preußen in den Adelsstand erhoben worden.
Auerose wurde am 1. Juli 1950 eingemeindet. Bis 1945 hatte der Ort über eine Feldbahn Anschluss an die Mecklenburg-Pommersche Schmalspurbahn (Strecke Anklam – Leopoldshagen).

### Dargibell

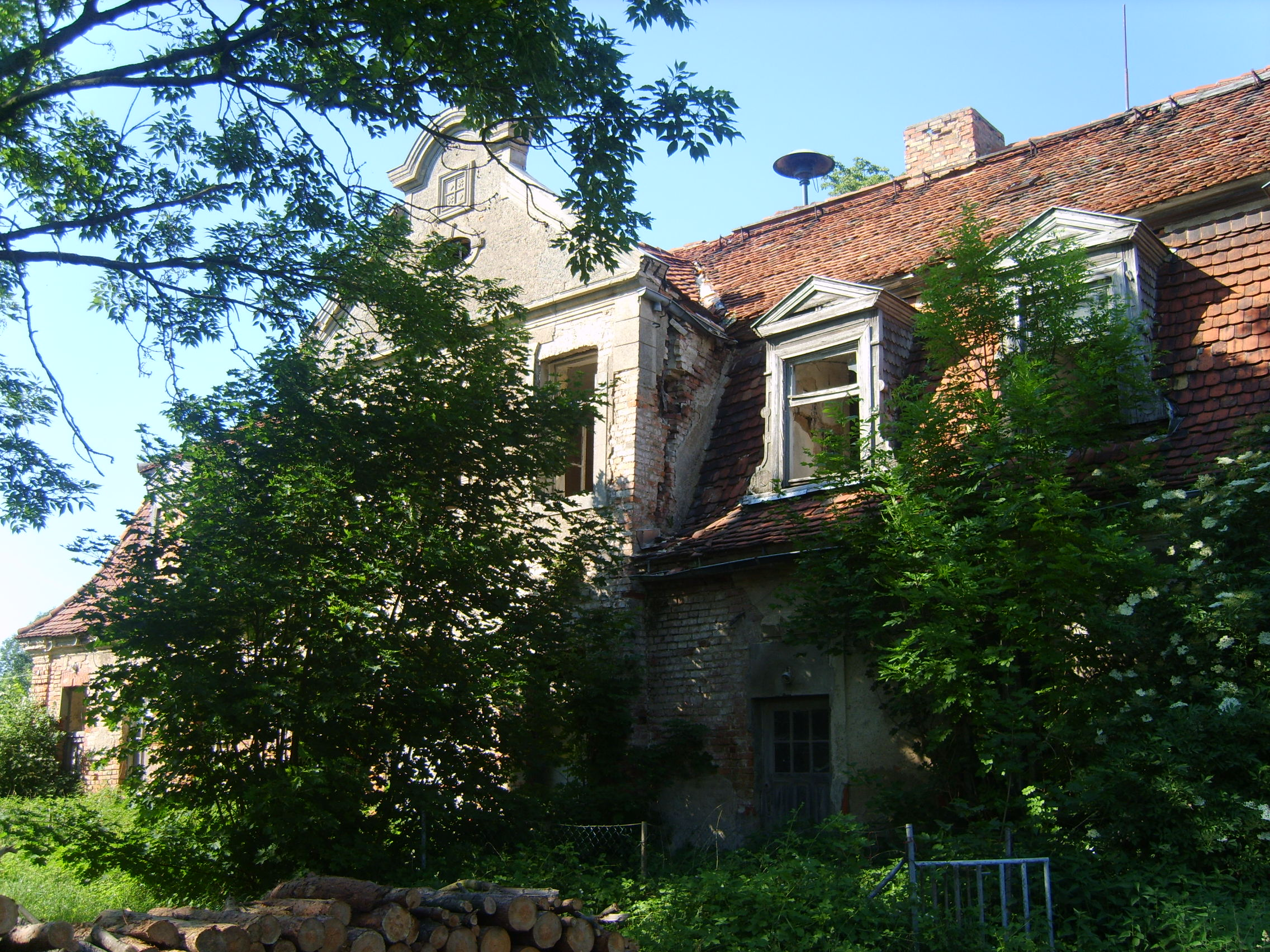
Gutshaus Dargibell im „Dornröschenschlaf“

Dargibell wurde 1488 erstmals urkundlich als Dargebel und 1779 als Dargibel genannt. Der Name bedeutet als slawische Gründung so viel wie „Liebeskind“.
Der Turmhügel „Saufhaus“ weist auf die frühdeutsche Besiedlung um 1230 hin, als die Schwerine hier kolonisiert haben, wobei der Name „Saufhaus“ aus der Neuzeit stammt, als der Gutsherr von Schwerin auf dem Turmhügel einen kleinen Jagdpavillon mit Weinkeller erbauen ließ, wo er mit seinen Offiziers Kameraden und Jagdkumpanen auch ordentlich feierte – deshalb „Saufhaus“. Der historische Bau ist verfallen und nur noch der Weinkeller als Rest erhalten (kaum zugänglich).
Die von Schwerin waren hier seit den frühdeutschen Zeiten bis 1945 Besitzer des Gutes. Letzter Besitzer war Ulrich Graf von Schwerin aus dem Haus Ducherow, das Gut hatte 500 ha. Das Gutshaus wurde im 18. Jahrhundert errichtet, ist seit vielen Jahren im Leerstand und verfällt langsam. Am Ostgiebel befindet sich noch gut sichtbar das Allianzwappen Schwerin – Kanitz, letzteres wurde oft mit dem Gützkower Wappen verwechselt, weil es fast identisch ist. Die Gutsgebäude sind noch erhalten, wurden aber überwiegend zu Wohnzwecken um- und ausgebaut. Der alte – architektonisch interessante Speicher ist wegen Nichtnutzung im Verfall begriffen.
Bis 1945 hatte der Ort über eine Feldbahn Anschluss an die Mecklenburg-Pommersche Schmalspurbahn (Strecke Anklam – Uhlenhorst).

### Kagendorf
Kagendorf wurde urkundlich 1307 als Kagendorp erwähnt. Zwischen dieser und der Nennung von 1822 gab es viele verschiedene Schreibweisen, erst beim letztgenannten Jahr wurde der aktuelle Namen verwandt. Die Namensdeutung geht von der slawisch-deutschen Namensgebung aus, mit slawisch – Kagen = Kiefer und dem deutschen -dorf. Nach dem letztmals 1939 amtlich publizierten Landwirtschaftlichen Adressbuch hatten die Familien Fritz Berndt, Karl Brandenburg sowie Willy Dittmer jeweils 100 ha große Bauernhöfe im Ort. Den 50 ha umfangreichen Hof des Werner von Borcken-Auerose war verpachtet an Willy Dittmer.
Kagendorf wurde am 1. Juli 1950 eingemeindet.

### Neu Kosenow
Urkundliche Erstnennung 1307 mit „Kosenowe“. Eine deutsche Gründung, deshalb wohl die urkundlich Nennung vor dem älteren slawischen Ortsteil (Alt-). Mit „Neucosenow“ wurde es erst 1779 erwähnt. Es ist als Kolonie erst 1748–1752 angelegt worden. 1880 sind im Messtischblatt (MTB) 15 Kolonistengehöfte verzeichnet. Darunter ist in der Mitte des Dorfes ein Krug. Ab 1880 sind laut MTB zwei Windmühlen, eine Bock- und eine Holländerwindmühle verzeichnet.
Neu Kosenow ist ein Straßendorf an der heutigen Bundesstraße 109 in einer langen S-Kurve.
Erst nach 1945 wurde eine Verbindung zwischen Alt und Neu Kosenow durch Neubauernsiedlungshöfe und später durch die LPG-Bauten hergestellt. Damit wurde Alt Kosenow als Ortsteil aufgehoben. Nur Kosenow Vorwerk liegt östlich etwas abgesondert, ist aber auch als Ortsteil aufgehoben und zu Neu Kosenow gehörig.
Die Landgemeinden Alt Kosenow und Neu Kosenow wurden in den 1920er Jahren zur Gemeinde Kosenow zusammengeschlossen. Kosenow wurde wiederum 1935 Teil der Großgemeinde Ducherow. Seit der Auflösung der pommerschen Großgemeinden im Jahre 1946 besteht die Gemeinde unter dem Namen Neu Kosenow.

#### Agneshof (Wohnplatz)
Agneshof wird erst 1995 offiziell genannt. Der Ort ist aber bereits 1880 in dem MTB eingezeichnet. Es ist ein Bauernhof mit Nebengebäuden, der auch als Abbau zu Neu Kosenow genannt wird. Es ist noch heute ein kleiner Wohnplatz.

#### Alt Kosenow (Wohnplatz)
1779 erfolgte die Ersterwähnung als „Altcosenow“ – es muss aber schon eine slawische Gründung sein, der Namen „Amselhain“ – ist eine slawische Wortdeutung. Wahrscheinlich sind die Ersterwähnungen in der Zuordnung und Deutung mit der von Neu Kosenow vertauscht, denn jenes wurde erst als Kolonie erst 1748–1752 angelegt.
Ein Beleg für die wendische Besiedlung ist die Burgstelle bei Alt Kosenow, sie befindet sich 300 m nördlich des Ortes in der Koppel, direkt an der Grenze zum Ackerland. Die im Gelände noch deutlich sichtbare zweigliedrige Burg wird von einem bis 12 m breiten und bis 1 m hohen Wall umgeben, der an der Nordseite offen ist. Die Burg ist mit einem teilweise noch wasserführenden Innengraben versehen. Das bis zu 1,2 m hohe Plateau der größeren Vorburg misst 55 × 35 m, das 1,5 m hohe Plateau der Hauptburg 30 × 20 m. Ein 20 m breiter Graben trennt beide Burgteile. Im Norden schützen zwei kurze Wälle die Hauptburg.
Zwischen der wendischen Burg und dem Dorf Alt Kosenow befindet sich das Relikt eines frühdeutschen Turmhügels. Es ist eine rund 80 Meter lange, rechteckige, frühdeutsche Burganlage mit erhöhtem Nordteil und deutlich erkennbarem umgebenden breiten Graben. Sie wurde 1331 urkundlich erwähnt (in MUB VIII, 5225).
Alt Kosenow ist ein Anger- und Kirchdorf, von der Funktion her war es ein Bauerndorf.

#### Dammühle (Wohnplatz)
Ursprünglich war der Wohnplatz nur eine Windmühle des Gutes Auerose an der Straße (Damm) von Anklam in Richtung Süden (B 109), dann siedelte sich dort ein Bauerngehöft an. Bereits in der PUM 1835 (Preußisches Urmesstischblatt) und in der späteren Karten ist diese Ansiedlung verzeichnet. Erst 1995 wurde sie mit der Aufnahme in das Ortsverzeichnis in den Status eines Ortes gehoben.

#### Kosenow Ausbau (Wohnplatz)
Südwestlich in 1,5 km Entfernung zu Neu Kosenow befinden sich seit vor 1880 lt. MTB zwei größere Höfe, die damals als Abbaue zu Kosenow bezeichnet wurden und erst seit 1995 in modernen Karten als Kosenow Ausbau genannt sind.

#### Kosenow Vorwerk (Wohnplatz)
Das Vorwerk wurde zum Gut Dargibell vor 1880 lt. MTB angelegt. Schon 1920 wurde es lt. MTB 1920 zu einem eigenständigen Gut gewandelt. Es wurde aber erst in modernen Karten ab 1998 mit Kosenow Vorwerk bezeichnet.

#### Eichenfelde (Wüstung)
Eichenfelde war vor 1940 als Forsthaus Förde angelegt worden und wurde als Vorwerk Eichenfelde erstmals 1865 genannt. In der MTB 1880 und 1920 (Messtischblatt) wurde das Vorwerk verzeichnet. Um 1960 wurde der Hof stillgelegt, leer gezogen und schließlich fiel er wüst.

#### Borgwald (Wüstung)
Borgwald wurde 1822 als Ansiedlung genannt, es ist aber gleichzeitig die letzte Nachricht. Der Ort lag nordöstlich von Auerose. Jetzt zeugt davon noch der Flurname Borgwald, der verbunden ist mit einem slawischen Burgwall.

## Politik

### Gemeindevertretung und Bürgermeister
Die Gemeindevertretung besteht (inkl. Bürgermeister) aus 7 Mitgliedern. Die Wahl zur Gemeindevertretung vom 9. Juni 2024 hatte folgende Ergebnisse:
| Partei/Bewerber         | Prozent | Sitze |
| ----------------------- | ------- | ----- |
| Wählergemeinschaft      | 46,37   | 3     |
| CDU                     | 29,03   | 2     |
| Einzelbewerber Albrecht | 14,11   | 1     |
| Einzelbewerber Ebner    | 10,48   | 0     |

Bürgermeister der Gemeinde ist Ulf Brandenburg (Wählergemeinschaft), er wurde ohne Gegenkandidat mit 87,75 % der Stimmen gewählt.

### Wappen, Flagge, Dienstsiegel
Die Gemeinde verfügt über kein amtlich genehmigtes Hoheitszeichen, weder Wappen noch Flagge. Als Dienstsiegel wird das kleine Landessiegel mit dem Wappenbild des Landesteils Vorpommern geführt. Es zeigt einen aufgerichteten Greifen mit aufgeworfenem Schweif und der Umschrift „GEMEINDE NEU KOSENOW * LANDKREIS VORPOMMERN-GREIFSWALD“.

## Sehenswürdigkeiten
- Schloss Auerose
- Kirche Auerose mit Mausoleum
- St.-Petri-Kirche (Kagendorf)
- Museumskate Kagendorf
- Kapelle Dargibell
- St.-Marien-Kirche (Alt Kosenow)
- Turmhügel „Saufhaus“ Dargibell
- Gutsanlage Dargibell
- Burgwall Alt Kosenow
- Turmhügel Kosenow Vorwerk

## Persönlichkeiten
- Karl Ludwig Manzel (1858–1936), Bildhauer
- Friedrich Graf von Schwerin-Stolpe (1869–1924), Gutsbesitzer und königlicher preußischer Hofmarschall
- Hildrun Siegrist (1944–2021), Politikerin (SPD)